# Пакистан на Светском првенству у атлетици на отвореном 2015.
Пакистан је учествовао на Светском првенству у атлетици на отвореном 2015. одржаном у Пекингу од 22. до 30. августа тринаести пут. Репрезентацију Пакистана је представљао један атлетичар који се такмичио у  трци на 200 м,.
На овом првенству представник Пакистана није освојио медаљу, нити је поправио неки рекорд.

## Резултати

### Мушкарци
| Атлетичар   | Дисциплина | Лични рекорд | Квалификације | Квалификације | Полуфинале           | Полуфинале           | Финале               | Финале       | Детаљи |
| Атлетичар   | Дисциплина | Лични рекорд | Резултат      | Место         | Резултат             | Место                | Резултат             | Место        | Детаљи |
| ----------- | ---------- | ------------ | ------------- | ------------- | -------------------- | -------------------- | -------------------- | ------------ | ------ |
| Liaquat Ali | 200 м      | 20,92        | 21.55         | 8. у гр. 1    | Није се квалификовао | Није се квалификовао | Није се квалификовао | 49 / 54 (60) |        |